# Josep Pericas i Corbera
Josep Pericas i Corbera (Vallromanes, 1929) és pintor i va ser alcalde de Vallromanes entre el 1979 i el 1995.
Nasqué a Can Galvany, una finca agrícola del poble quan encara pertanyia al municipi de Montornès. Es presentà per al càrrec d'alcalde en les primeres eleccions democràtiques en la llista de CiU i obtingué 
la vara el dinou d'abril del 1979, i revalidà el seu mandat diverses vegades fins al 10 de maig del 1995. El 1995 es presentà com a cap de llista de l'agrupació electoral Independents per Vallromanes; encara que fou l'opció més votada, les coalicions post-electorals el feren passar a l'oposició.
En els seus mandats es va fer la Rambla de Vallromanes, les piscines municipals i la primera depuradora. Presidí el grup de teatre per a gent gran "Xerrameca", primer, i després passà a ser-ne president honorífic. El seu oncle, Joan Casacuberta i Pont, ja havia estat alcalde de Vallromanes del 1960 al 1967.